# Batrachidea macella
Batrachidea macella är en insektsart som beskrevs av Grant Jr., H.J. 1956. Batrachidea macella ingår i släktet Batrachidea och familjen torngräshoppor. Inga underarter finns listade i Catalogue of Life.